# Petrová
Petrová – wieś (obec) na Słowacji, położona w kraju preszowskim, w powiecie Bardejów.

## Położenie
Leży na pograniczu Beskidu Niskiego na wsch. oraz Beskidu Sądeckiego (dokładniej: Gór Leluchowskich) na zach. Od wschodu nad wsią dominuje wysoki masyw Busova. Wieś położona jest w szerokiej dolinie potoku Kamenec, w miejscu w którym uchodzi do niego jego duży, lewobrzeżny dopływ z Cigelki, potok Oľchovec.

## Historia
Wieś, założona na tzw. prawie zakupnym, wspominana była po raz pierwszy w roku 1414. Z końcem XV w. została spustoszona przez polskie wojska w czasie walk o koronę węgierską po zmarłym w 1490 r. Macieju Korwinie. Mieszkańcy zajmowali się rolnictwem, hodowlą, pracą w lasach, wyrobem gontów i różnych przedmiotów gospodarskich z drewna oraz tkactwem. W związku z przeludnieniem począwszy od l. 80. XIX w. nastąpiła wzmożona emigracja na Dolne Węgry, a następnie również do Ameryki.

## Demografia
Według danych z dnia 31 grudnia 2010, wieś zamieszkiwały 763 osoby, w tym 383 kobiety i 380 mężczyzn.
W 2001 roku rozkład populacji względem narodowości i przynależności etnicznej wyglądał następująco:
- Słowacy – 63,65%
- Czesi – 0,17%
- Romowie – 17,09%
- Rusini – 11,56%
- Ukraińcy – 1,51%

Ze względu na wyznawaną religię struktura mieszkańców kształtowała się w 2001 roku następująco:
- Katolicy rzymscy – 0,84%
- Grekokatolicy – 19,43%
- Prawosławni – 73,03%
- Nie podano – 6,03%

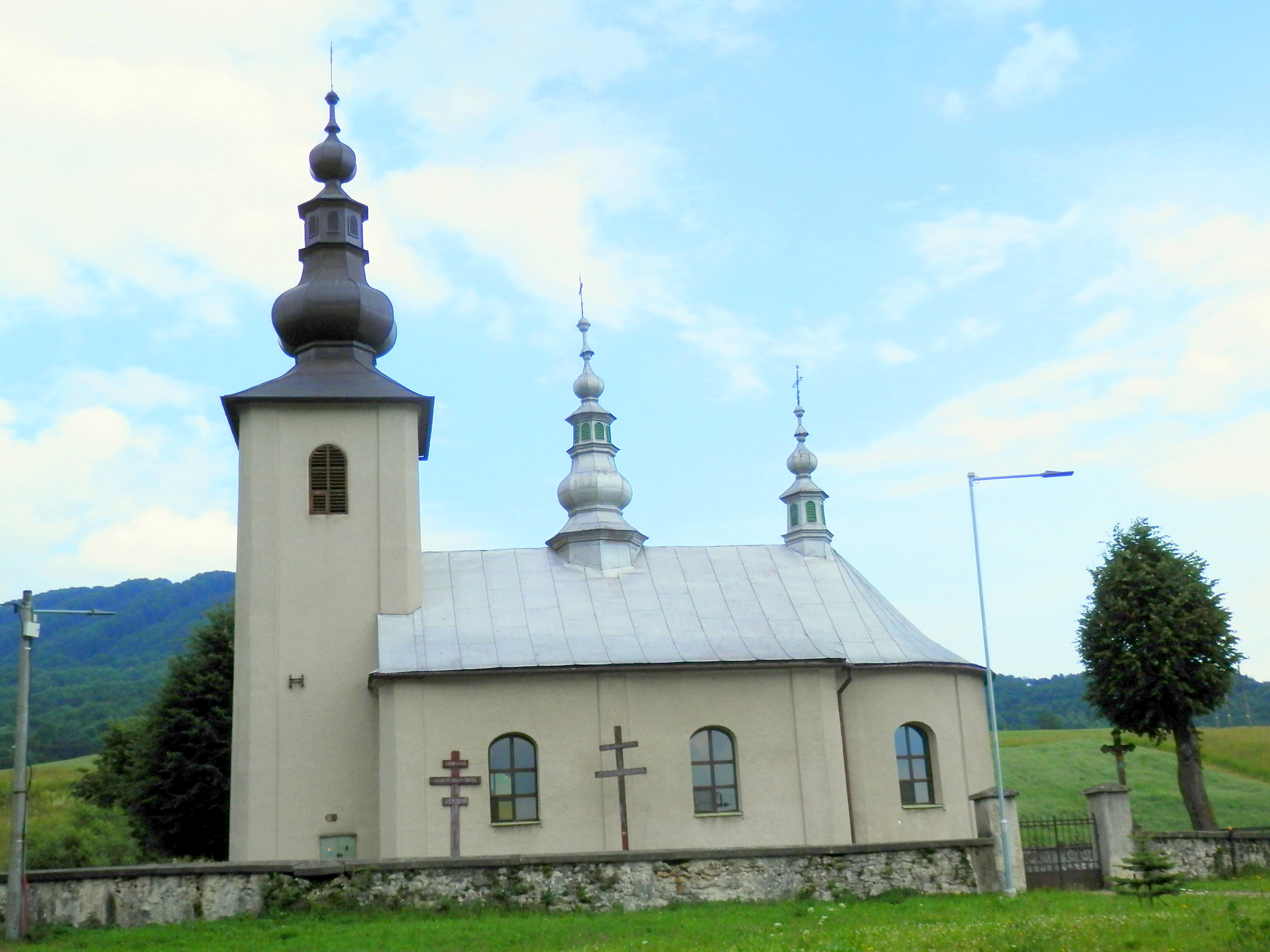
Cerkiew greckokatolicka
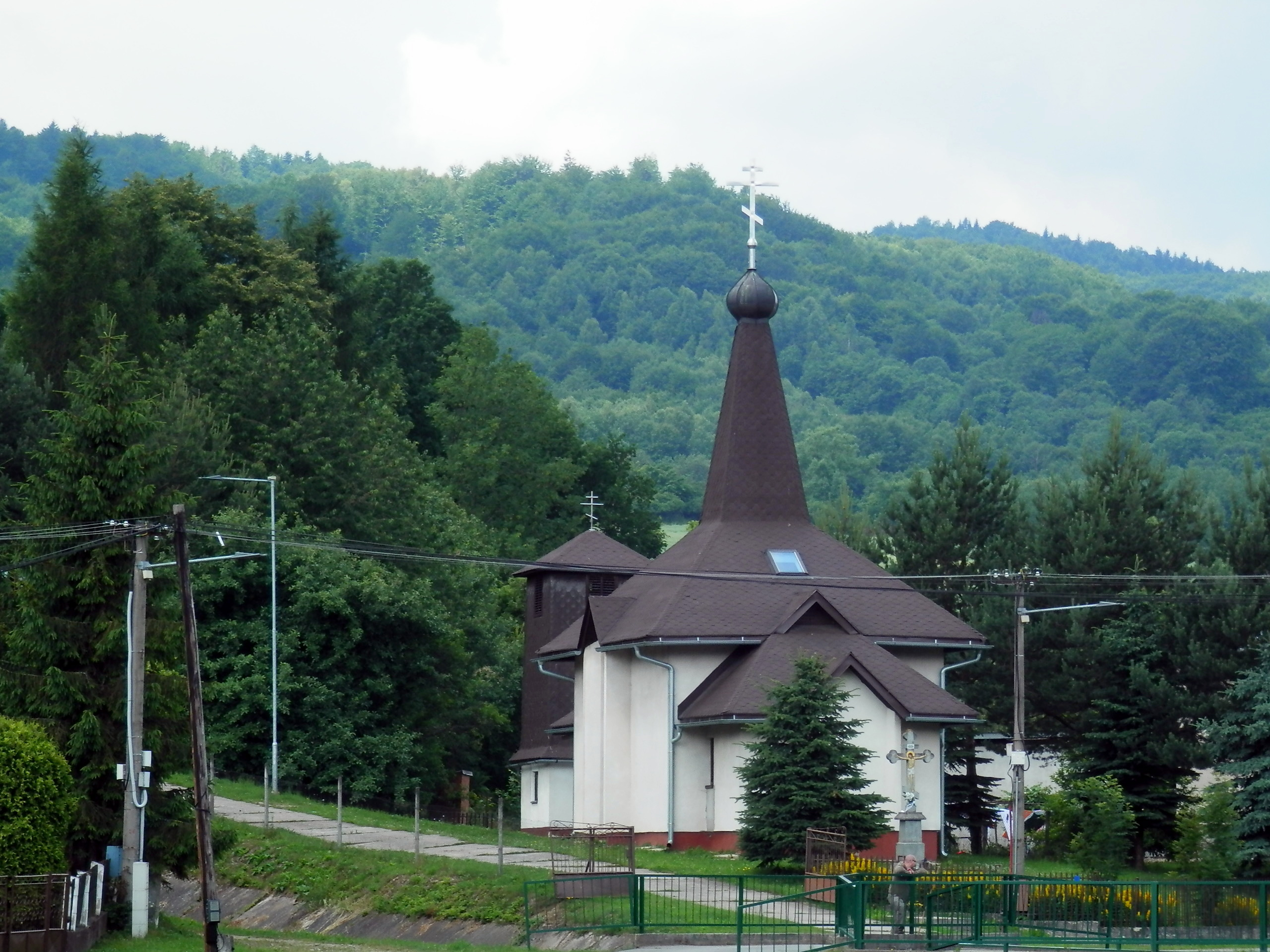
Cerkiew prawosławna

## Zabytki
- Kościół greckokatolicki pw. św. Paraskewy z 1819 r., murowany, w stylu barokowo-klasycystycznym.